# Dumitru Cornilescu
 (octobre 2021).
La mise en forme du texte ne suit pas les recommandations de Wikipédia : il faut le « wikifier ».
Les points d'amélioration suivants sont les cas les plus fréquents. Le détail des points à revoir est peut-être précisé sur la page de discussion.
- Les titres sont pré-formatés par le logiciel. Ils ne sont ni en capitales, ni en gras.
- Le texte ne doit pas être écrit en capitales (les noms de famille non plus), ni en gras, ni en italique, ni en « petit »…
- Le gras n'est utilisé que pour surligner le titre de l'article dans l'introduction, une seule fois.
- L'italique est rarement utilisé : mots en langue étrangère, titres d'œuvres, noms de bateaux, etc.
- Les citations ne sont pas en italique mais en corps de texte normal. Elles sont entourées par des guillemets français : « et ».
- Les listes à puces sont à éviter, des paragraphes rédigés étant largement préférés. Les tableaux sont à réserver à la présentation de données structurées (résultats, etc.).
- Les appels de note de bas de page (petits chiffres en exposant, introduits par l'outil «  Source ») sont à placer entre la fin de phrase et le point final[comme ça].
- Les liens internes (vers d'autres articles de Wikipédia) sont à choisir avec parcimonie. Créez des liens vers des articles approfondissant le sujet. Les termes génériques sans rapport avec le sujet sont à éviter, ainsi que les répétitions de liens vers un même terme.
- Les liens externes sont à placer uniquement dans une section « Liens externes », à la fin de l'article. Ces liens sont à choisir avec parcimonie suivant les règles définies. Si un lien sert de source à l'article, son insertion dans le texte est à faire par les notes de bas de page.
- La présentation des références doit suivre les conventions bibliographiques. Il est recommandé d'utiliser les modèles {{Ouvrage}}, {{Chapitre}}, {{Article}}, {{Lien web}} et/ou {{Bibliographie}}. Le mode d'édition visuel peut mettre en forme automatiquement les références.
- Insérer une infobox (cadre d'informations à droite) n'est pas obligatoire pour parachever la mise en page.

Pour une aide détaillée, merci de consulter Aide:Wikification.
Si vous pensez que ces points ont été résolus, vous pouvez retirer ce bandeau et améliorer la mise en forme d'un autre article.
 (octobre 2021).
Dumitru Cornilescu (4 avril 1891 - 1975) est un archidiacre roumain qui a produit une traduction populaire de la Bible en roumain, publiée en 1921. Bien que surnommé le "Père Cornilescu", il n'a jamais été ordonné prêtre orthodoxe roumain. Après sa conversion, il a servi comme pasteur protestant. La traduction de Cornilescu est la version la plus populaire de la Bible parmi les protestants roumains.

## Jeunesse
Cornilescu est né à Slașoma, comté de Mehedinți, fils d'un enseignant. Ses deux grands-pères étaient des prêtres orthodoxes. Il a étudié au Séminaire central à partir de 1904, devenant rapidement connu pour son excellence. Il a remarqué que les versions roumaines existantes de la Bible, notamment la Bible de Bucarest de 1688, étaient écrites dans une forme archaïque de la langue et qu'une version moderne était absolument nécessaire. En 1913, il devint professeur de langue roumaine auprès du Rév. John Howard Adeney qui était prêtre anglican à Bucarest, et également agent de la British and Foreign Bible Society (BFBS). C'est ainsi que Cornilescu a commencé sa relation avec la Société biblique. En 1914, Cornilescu devint moine afin de pouvoir se concentrer sur la traduction. Son travail a été soutenu financièrement par la princesse Ralu Callimachi, une noble moldave, qui était également partisane de la Société biblique. Sa version des Psaumes est apparue en 1920, suivie du Nouveau Testament en 1921 et, plus tard dans la même année, de la Bible complète. L'impression a été payée par des amis de la Société biblique en Suisse et en Angleterre.

## Bibles

### Traduction littérale de Cornilescu de 1931
De 1923 à 1924, Cornilescu habitait à Londres, où il travailla à la révision de la Bible avec la Bible Society. L'édition révisée a été publiée en 1924. Cornilescu a donné son texte à la Société biblique, et le texte a été adopté comme texte biblique officiel de la Société Biblique BFBS pour la Roumanie, et c'est fondamentalement la Bible Cornilescu qui est utilisée en Roumanie aujourd'hui.

### Controverses
Au départ, la Bible était largement diffusée, mais en 1924, un certain nombre d'objections avaient été soulevées par des prêtres et des théologiens orthodoxes. Par exemple, le mot grec presbyteroi a été traduit littéralement par prezbiteri (anciens) et non par preoți (prêtres), une décision qui était considérée comme une menace pour la croyance orthodoxe en la succession apostolique. Du coup la traduction de Cornilescu n'a pas été approuvée par le Saint Synode de l'Église orthodoxe roumaine. Au début des années 1930, son énorme succès a conduit les autorités religieuses orthodoxes à essayer d'arrêter sa diffusion dans les zones rurales. À cette fin, ils ont fait appel à Gheorghe Mironescu, le ministre de l'Intérieur, qui en 1933 a interdit la distribution de la Bible dans les villages roumains. Cependant, la traduction a eu le soutien de nombreuses personnes, y compris celui du roi Carol II.
La controverse a suscité la création d'une version orthodoxe approuvée, traduite par Vasile Radu et Grigorie Pișculescu, publiée en 1938 (révisée en 1968 et 1975).
En raison de l'opposition, Cornilescu a quitté l'Église orthodoxe. Avec Tudor Popescu (ancien prêtre de l' église Cuibul cu barză de Bucarest), il a fondé l' Église évangélique de Roumanie, qui s'est d'abord réunie dans la salle de l'Église anglicane. Sa traduction est devenue la version protestante standard en Roumanie et a eu de nombreuses réimpressions et éditions.
À partir de 1927, Cornilescu a travaillé sur la révision de l'ancienne traduction roumaine de 1911, pour mettre à jour la traduction plus littérale existante. En septembre 1927, avec sa femme suisse et leur fils, il retourna en Angleterre, où il vécut à Brighton et travailla avec la Société biblique sur une révision biblique. En août 1929, la famille retourna en Suisse. Cette bible a été imprimée en 1931 en tant que Bible pour les familles et est parfois connue sous le nom de Traducere Literală Cornilescu (traduction littérale Cornilescu).

## Vie ultérieure
À la suite des fortes différences doctrinales entre Cornilescu et les autres théologiens orthodoxes, et de l'émergence de la Garde de fer fasciste ultra-orthodoxe, le patriarche Miron Cristea a conseillé à Cornilescu de quitter la Roumanie pour un temps, ce qu'il a fait en 1923. Il s'installe brièvement à Montreux, en Suisse avant de s'installer en Angleterre pendant deux ans. Par la suite, il retourne en Suisse où il s'est marié et a eu un fils. Ensuite, la guerre puis la prise de contrôle de la Roumanie par les communistes ne l'ont pas incité à revenir. Il a perdu sa nationalité roumaine et est devenu un ressortissant suisse. De 1947 à 1953, son frère Prof. George Cornilescu dirigeait les bureaux de la Société biblique à Bucarest. Le 8 février 1971, Dumitru Cornilescu a été nommé gouverneur honoraire à vie de la British and Foreign Bible Society, en reconnaissance de la traduction qu'il avait faite pour la Bible Society. Il est mort en Suisse en 1975 et a été enterré au cimetière de Clarens-Montreux, où sa femme Anne a également été enterrée en 2007.

### Héritage
Toutes les lettres et correspondances de Cornilescu concernant son travail de traduction pour la Société biblique sont conservées dans les archives du BFBS de l'Université de Cambridge. Aujourd'hui, ses Bibles sont sous copyright de la British and Foreign Bible Society, opérant en Roumanie par le biais de l'Interconfessional Bible Society of Romania. La Bible Cornilescu a été numérisée et révisée par la Société biblique, et ils ont sorti en 2014 une édition spéciale pour le 90e anniversaire de la Bible Cornilescu. L'histoire de Cornilescu, la Société biblique et sa traduction ont été publiées sous forme de livre par Emanuel Conțac en novembre 2014. Une révision moderne de la Bible Cornilescu est actuellement en cours par la Société biblique. L'édition pilote du projet de révision, contenant la Genese, Marc, Jean et Romains, a été publiée en novembre 2016. L'introduction de l'édition offre une explication complète des méthodes et des critères utilisés par les traducteurs.